# Domača obrt
Domača obrt je pojem, ki se je izoblikoval proti koncu 19. stoletja. Bila je znana kot postransko kmetovo delo. Največkrat je bila v povezavi z osnovno dejavnostjo kmetije, ter je ponujala dodatno delo prebivalcem. V današnjem času pa je domača obrt bolj znana, kot izdelovanje izdelkov, ki služijo za osebno porabo ali prodajo.

## Razvoj domače obrti
Z domačo obrtjo so se naši predniki ukvarjali že ob naselitvi. V grobovih naših slovanskih prednikov je bilo najdeno veliko število lončarskih, kovaških izdelkov, ostankov platna... V večini primerov so bili ti izdelki namenjeni lastni porabi, vendar pa so bili včasih uporabljeni tudi za trgovanje in plačevanje.  
 V srednjem veku se je iz prej naštetih dejavnosti začela počasi razvijati prava obrt in obrtne panoge. Vse to je bilo v povezavi z razvojem mest in trgov. Okoli 14. stoletja so se začeli oblikovati cehi. Ti so služili, da so se obrtniki posamezne stroke povezali, pomembni pa so bili tudi pri pregledu nad kakovostjo izdelkov, strokovnostjo obrtnikov ... Med pomembnejšimi obrtmi, s katerimi so se ukvarjali naši predniki štejemo suhorobarstvo, ki se je razvijalo v Ribnici in njeni okolici. Že proti koncu 15. stoletja so suhorobarji dobili pravico za prodajo svojih izdelkov.
Domača obrt je pomenila za večino prebivalstva preživetje. Zaradi velikega razmaha so se posamezne obrti oprijele tudi celih območij - sitarstvo v Stražišču... 
Kriza domače obrti se je pojavila med letoma 1859 in 1883, zaradi močne industrializacije, novih trgovskih obratov, izdelkov iz tujine ... Začela se je tudi opuščati tradicionalna noša, katero so zamenjala moderna oblačila. Vseh vrst davkov je bila domača obrt rešena leta 1931 z jugoslovanskim obrtnim zakonom. Tako so lahko obrtniki tudi svobodno prodajali svoje izdelke

### Izobraževanje
Izobraževanje je bilo zelo pomembno za razvoj domače obrti na Slovenskem. Njegovega pomena so se zavedali že v 18. stoletju, pravi razvoj pa je doživelo proti koncu 19. stoletja. Na področju čipkarstva je bil leta 1876 ustanovljen tečaj v Idriji, a je že kmalu zaradi proti reklame, ki je odvračala ljudi od tečaja, nehal delovati. Vendar je bila v Idriji še isto leto ustanovljena prva čipkarska šola, ki je bila sprejeta z velikim navdušenjem in kmalu so se šole razširile tudi po drugih mestih. Državno obrtno šolo v Ljubljani so ustanovili leta 1888, ki je bila sprva razdeljena na dva dela: na šolo za lesno industrijo in šolo za umetno vezenje in šivanje čipk.

### Propadanje
Propadanje in zamiranje domačih obrti se je hitro povečevalo po koncu druge svetovne vojne. Vzrokov je bilo več, eden najbolj bistvenih pa so bile davčne ugodnosti, pri katerih domače obrti niso bile vključene. Zavedanje pomena domače obrti je spodbudilo ustanovitev Državnega prodajnega zavoda za domačo in umetno obrt, ki je skrbel za ohranjanje in pospeševanje domače obrti. Leta 1969 je bila ustanovljena Zveza obrtnih združenj Slovenije, ki skupaj z različnimi odbori ocenjuje in pregleduje izdelke. Kljub vsemu pa so se vse do danes ohranile skoraj vse poznane obrti. 